# Lajia
Lajia (chinois : 喇家 ; pinyin : Lǎjiā) est un site archéologique, situé sur le xian de Minhe, sur la préfecture de Haidong, dans la province du Qinghai en Chine. 

## Histoire
On y a retrouvé en 2000, de nombreux vestiges, anciens de 4 000 ans, parmi lesquelles les plus anciennes nouilles connues à ce jour.
Les habitants de ce site ayant été trouvés dans une posture anormale, on pense qu'ils ont tenté de fuir une catastrophe. Les recherches laissent penser qu'il s'agit d'un tremblement de terre, suivit d'une inondation.